# Jaka Ihbeisheh
Jaka Ihbeisheh (Ljubljana, 1986. augusztus 29. –) szlovén-palesztin labdarúgó, az NK Krka csatára.
Édesapja palesztin, édesanyja szlovén, az európai országban nőtt föl. Hároméves korában szülei különváltak,  évvel később, a Facebook segítségével találkozott Rámalláhban.
2014-ben debütált a palesztin labdarúgó-válogatottban. Bekerült a 2015-ös Ázsia-kupa-keretbe is.
Ő szerezte az ország történelmének első Ázsia-kupa-gólját, Jordánia ellen talált a hálóba.